# Ausschuss für bürgerliche Freiheiten, Justiz und Inneres
Der Ausschuss für bürgerliche Freiheiten, Justiz und Inneres (englisch Committee on Civil Liberties, Justice and Home Affairs, französisch Commission des libertés civiles, de la justice et des affaires intérieures, kurz LIBE) ist ein Ausschuss des Europäischen Parlaments. Ausschussvorsitzender ist seit Juli 2024 Javier Zarzalejos (PP/EVP).
Der Ausschuss ist zuständig für den Schutz der Bürgerrechte, Menschenrechte und Grundrechte in der Europäischen Union, die durch die bestehenden EU-Verträge sowie durch die EU-Grundrechtecharta garantiert werden. Außerdem befasst er sich mit der Gleichstellungspolitik innerhalb der EU-Staaten, mit Ausnahme der Gleichstellung der Geschlechter, für die der Geschlechterausschuss zuständig ist, und der Gleichstellung in der Arbeitswelt, die in den Tätigkeitsbereich des Sozialausschusses fällt. Auch der Datenschutz sowie alle Politikfelder des Bereichs Raum der Freiheit, der Sicherheit und des Rechts (die justizielle Zusammenarbeit in Zivilsachen, die polizeiliche und justizielle Zusammenarbeit in Strafsachen sowie die flankierenden Maßnahmen zum freien Personenverkehr, zu denen auch die Migrationspolitik gehört) fallen in die Zuständigkeit des Ausschusses für bürgerliche Freiheiten, Justiz und Inneres.
Der Ausschuss pflegt die Beziehungen des Europäischen Parlaments mit der Europäischen Beobachtungsstelle für Drogen und Drogensucht, der Agentur der Europäischen Union für Grundrechte, Europol, Eurojust, der Agentur der Europäischen Union für die Aus- und Fortbildung auf dem Gebiet der Strafverfolgung (EPA) und anderen Organisationen im Innen- und Justizbereich.
Aufgrund des großen Themenfelds, mit dem er sich befasst, gehört der Ausschuss für bürgerliche Freiheiten, Justiz und Inneres zu den wichtigeren Ausschüssen des Europäischen Parlaments. Allerdings hat das Europäische Parlament in wichtigen Bereichen dieses Themenfelds – insbesondere bei der polizeilichen und justiziellen Zusammenarbeit in Strafsachen – erst seit Inkrafttreten des Vertrags von Lissabon am 1. Dezember 2009 ein Mitentscheidungsrecht nach dem ordentlichen Gesetzgebungsverfahren.
Die für das Politikfeld des Ausschusses zuständigen Mitglieder in der Europäischen Kommission sind der Kommissar für Inneres sowie der Kommissar für Justiz, Grundrechte und Bürgerschaft. Im Rat der Europäischen Union fällt der Themenbereich in die Formation als Rat für Justiz und Inneres.

## Vorsitzende (Auswahl)

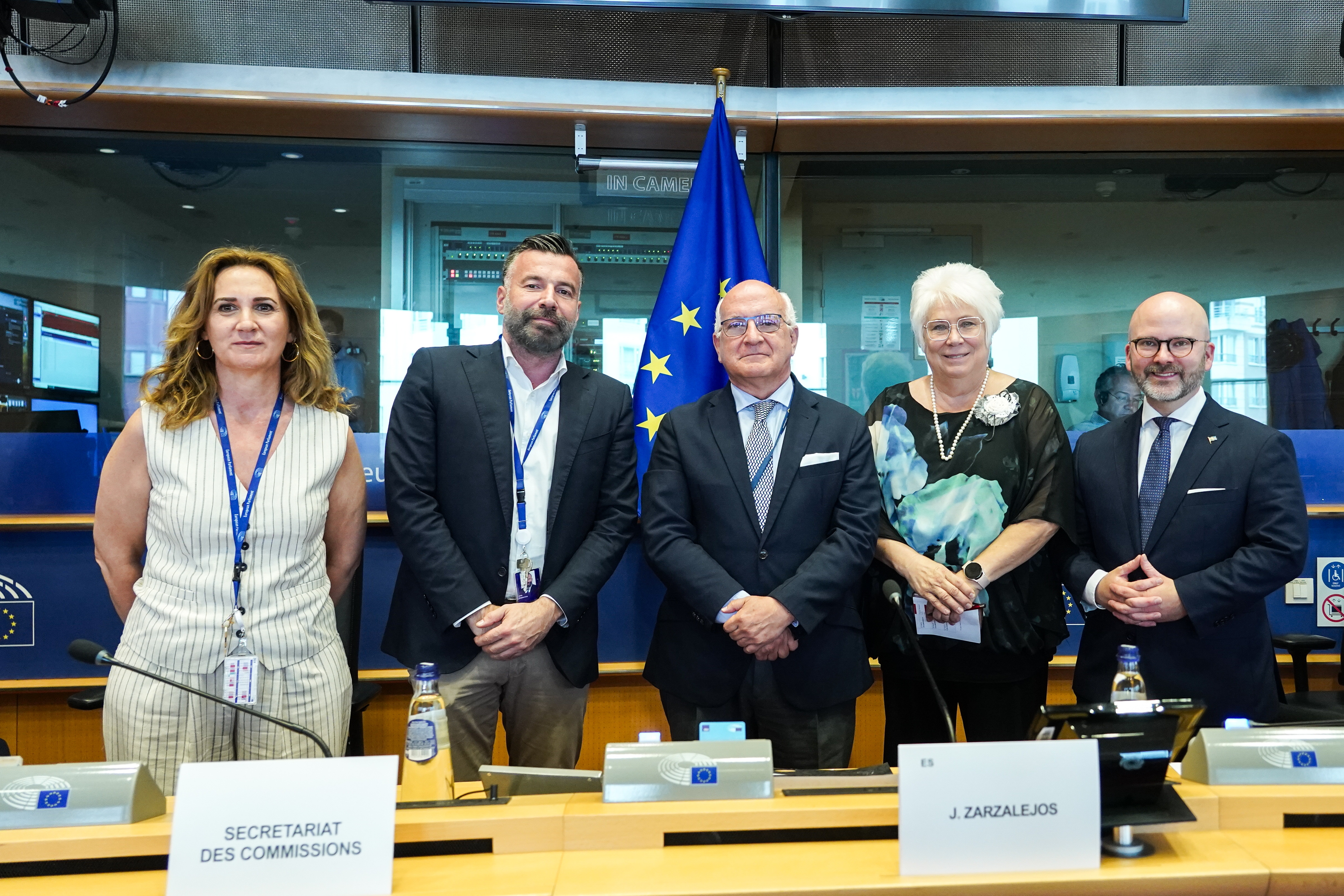
Ausschussvorsitz der 10. Wahlperiode (2024–2029, v. l. n. r.): Estrella Galán, Alessandro Zan, Javier Zarzalejos, Marina Kaljurand und Charlie Weimers

- 2009–2014: Juan Fernando López Aguilar (PSOE/S&D)
- 2014–2019: Claude Moraes (Labour/S&D)
- 2019–2024: Juan Fernando López Aguilar (PSOE/S&D)[2]
- Seit 2024: Javier Zarzalejos (PP/EVP)[1]